# باد هومبورغ (فور در هوهه)
باد هومبورغ (بالألمانية: Bad Homburg) هي مدينة في ألمانيا، وهي العاصمة الإدارية لـهوختاونوس كرايس (مقاطعة جبال تاونوس العالية Hochtaunuskreis)، وتقع شمال مدينة فرانكفورت في ولاية هسن، ويبلغ عدد سكانها 54.144 نسمة (بيانات: 31 ديسمبر 2021). إسمها الرسمي الكامل باد هومبورغ فور دير هُوهِه (Bad Homburg vor der Höhe)،

## جغرافية المكان

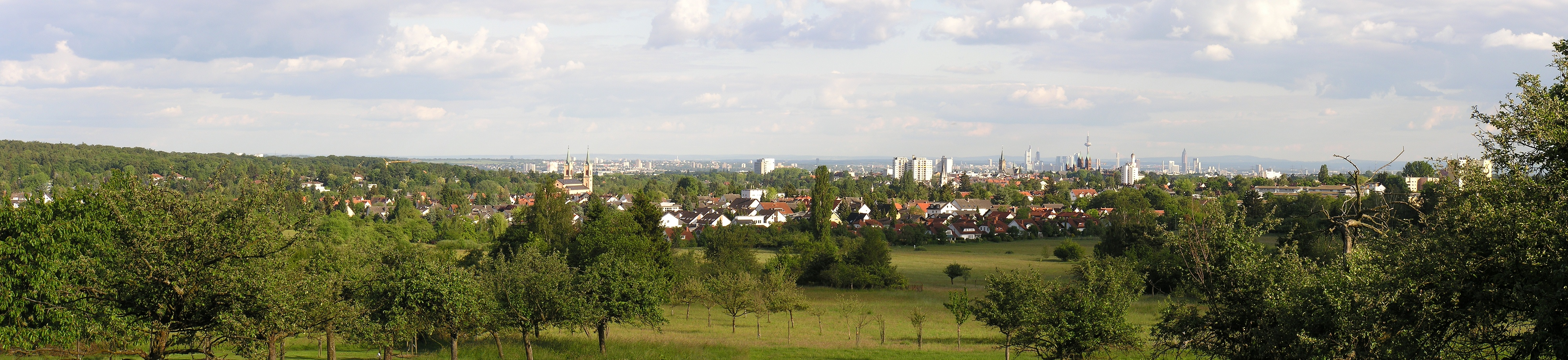
لقطة بانورامية لمدينة باد هومبورغ من كيردورفرفيلد، يونيو 2006

يتراوح ارتفاع مدينة باد هومبورغ عن مستوى سطح البحر من 137 إلى 250  مترًا، وفي المتوسط 194 مترًا. وتقع المدينة في منطقة فرانكفورت/راين ماين على جانب من الجهة الجنوبية الشرقية لجبال تاونوس الشهيرة الواقعة في ولاية هسن.

### الجوار الجغرافي والتقسيم الإداري للمدينة
يحدها المدينة من الشمال بلدة فيرهايم وفريدريشسدورف ومن الشرق مدينتي روزباخ فور در هوهه وكاربن، ومن الجنوب حي نيدرإشباخ التابع لمدينة فرانكفورت الواقعة على نهر الماين. ومن جنوب غرب مدينة أوبرأورزل (تاونوس)، ثم من الغرب جزء بسيط من بلدة شميتينغ ومن شمال غرب مدينة نوي-أنزباخ، وتنقسم إلى سبعة أحياء (مناطق محلية)، ولكل حي مجلس بلدي خاص به. والسبعة أحياء هي:

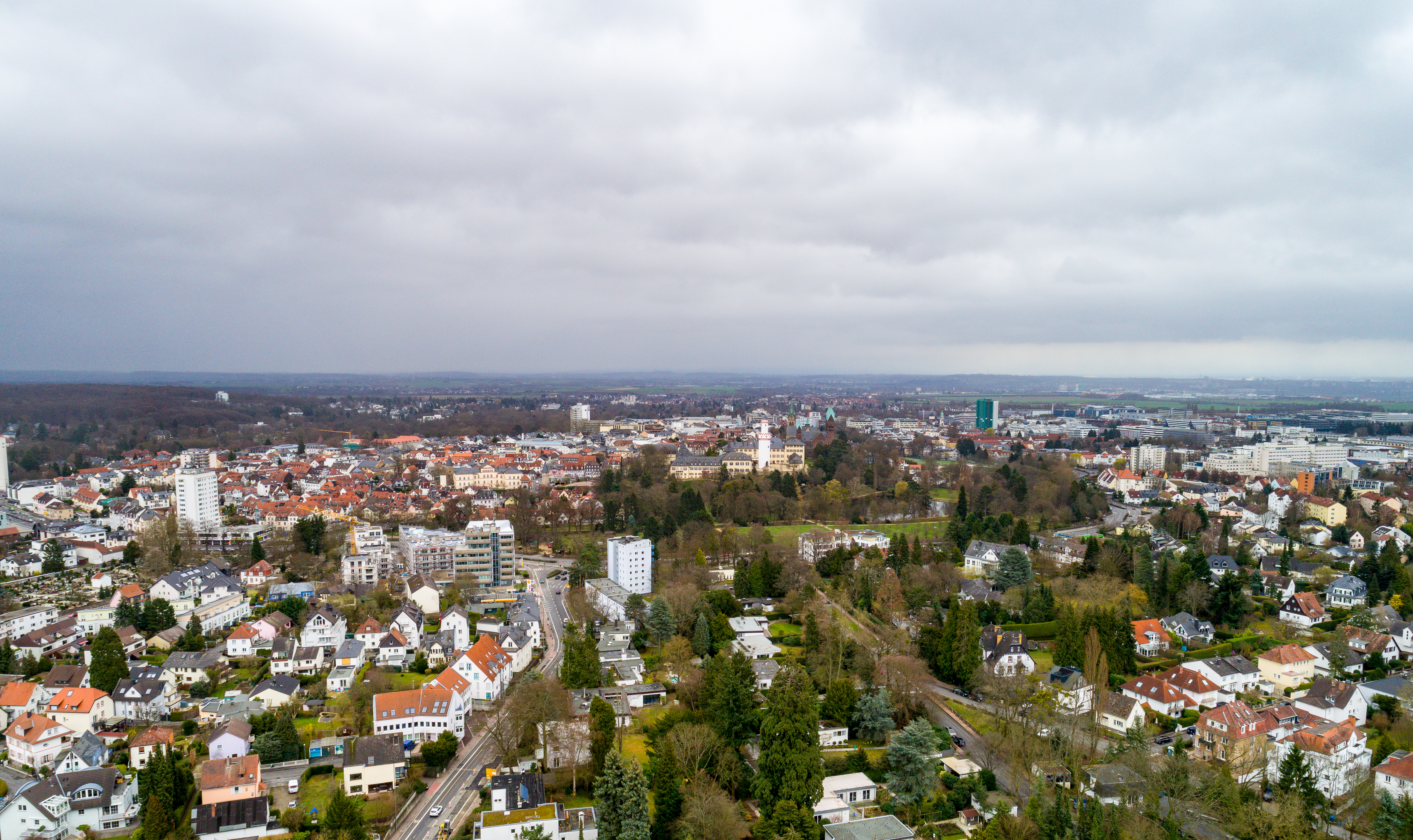
باد هومبورغ (وسط المدينة) مع المدينة القديمة والقصر وحديقة المنتجع

- حي برلين/غارتنفيلد
- دورنهولتزهاوزن
- غونزينهايم
- كيردورف
- وسط المدينة
- اوبر إيشباخ
- أوبر إرلينباخ

## تاريخ المدينة وأهميتها

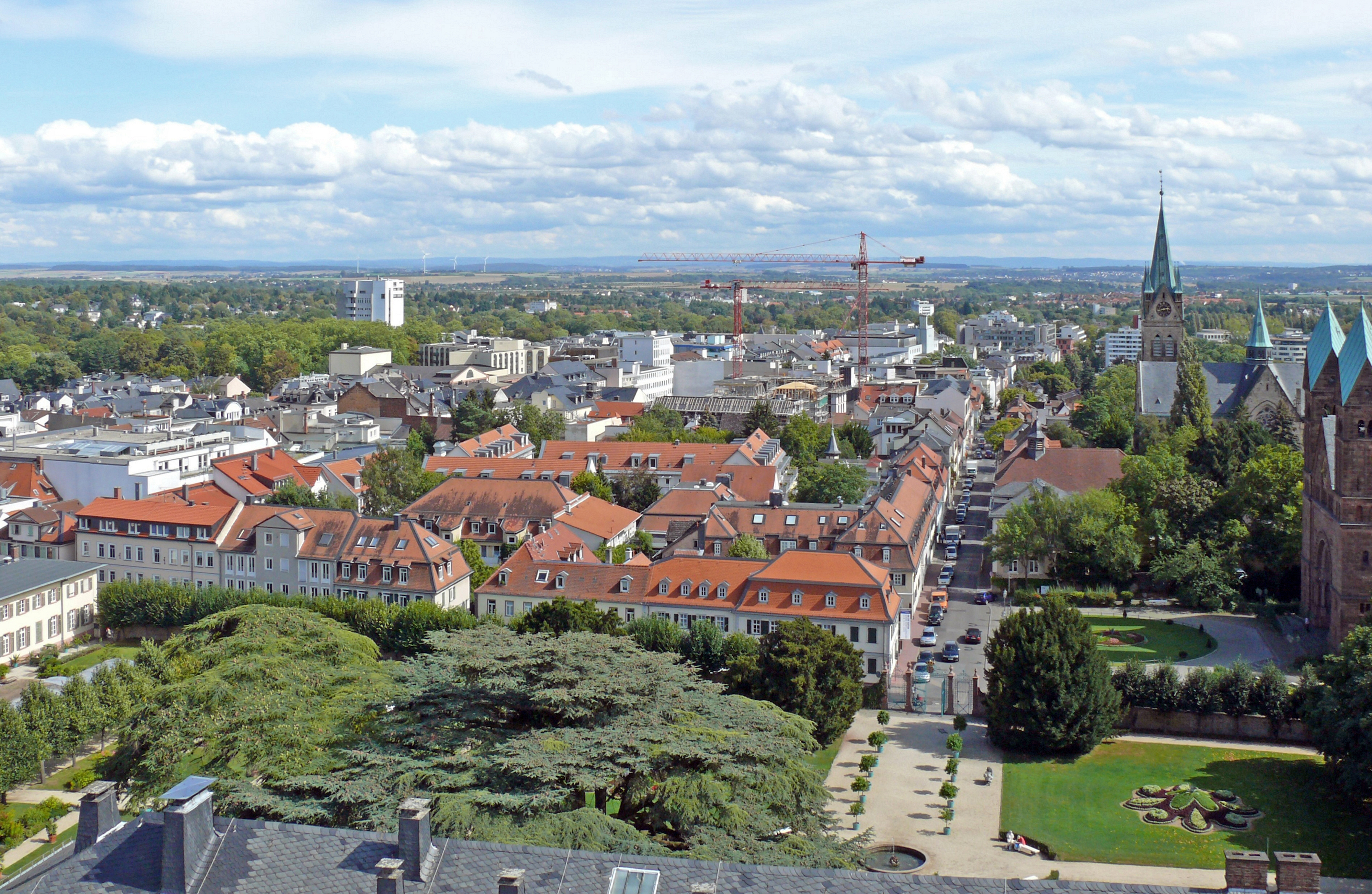
منظر على شارع دوروثين ووسط المدينة، سبتمبر 2009

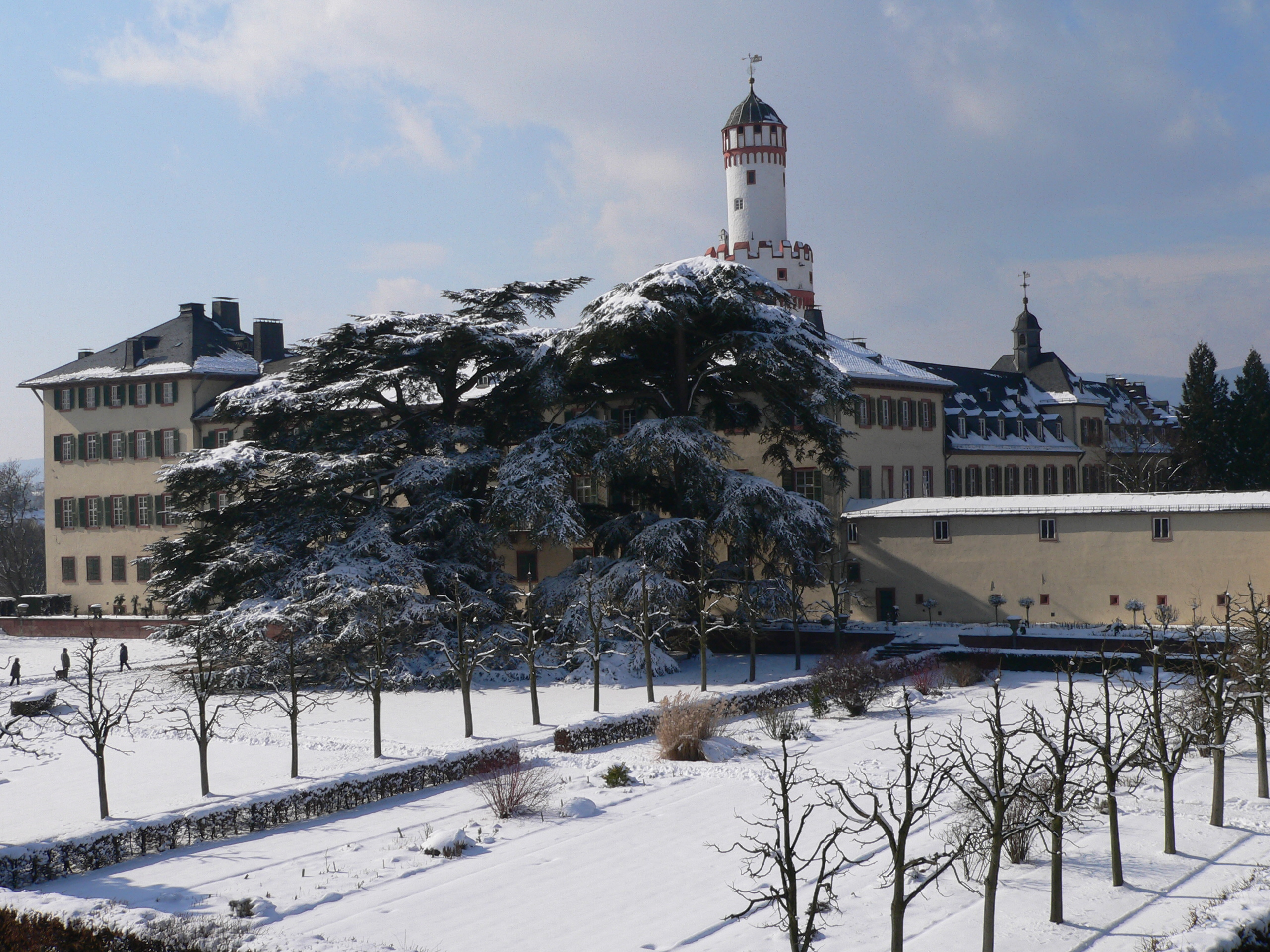
القصر مع البرج في فصل الشتاء

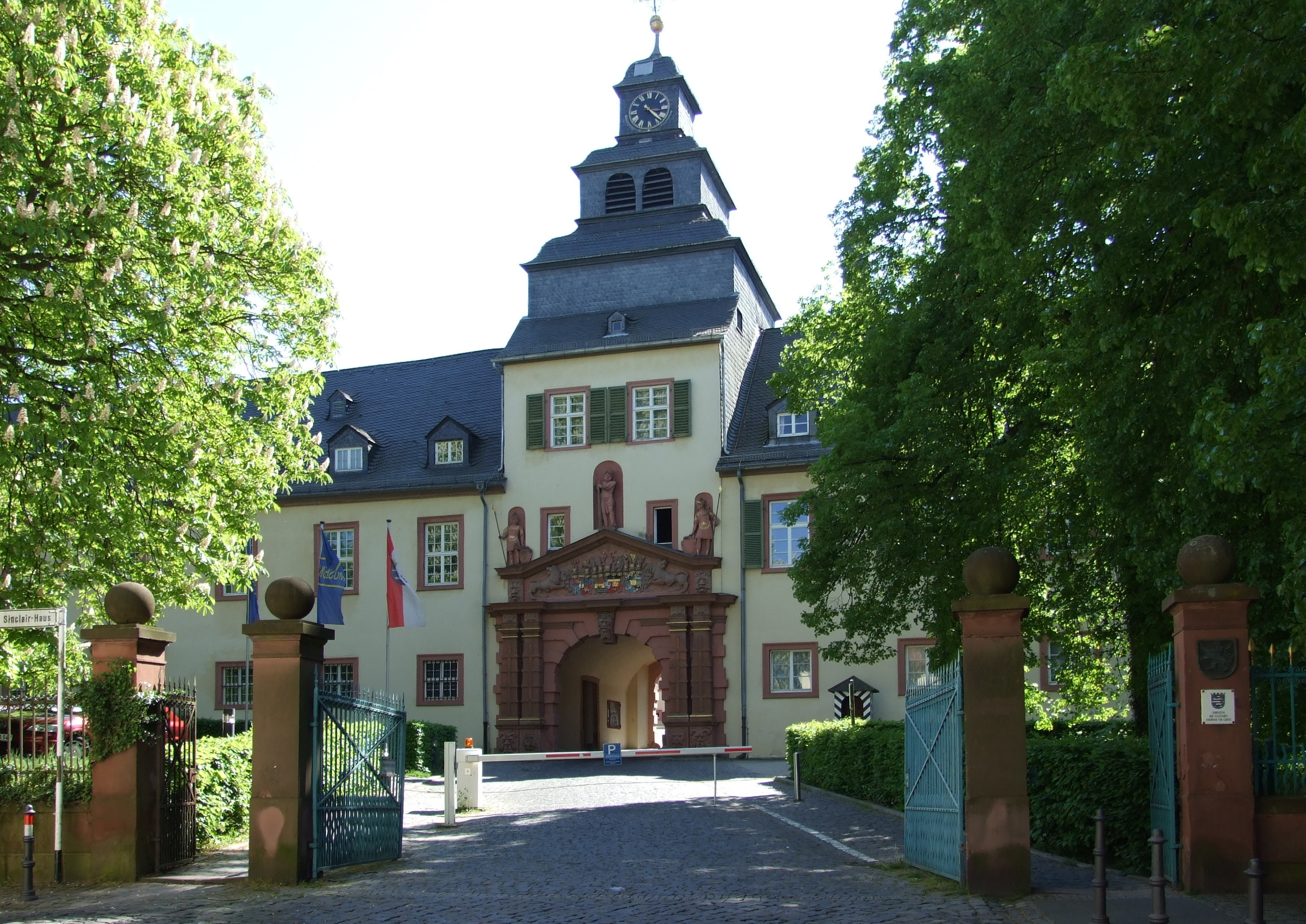
مدخل القصر هيرنغاسه

كان الاسم الأصلي للمدينة هو هومبورغ فقط، وهو مشتق من قلعة هوهنبيرغ (المعروفة اليوم بقصر باد هومبورغ)، أما كلمة هُوهِه Höhe فتعني المُرتفَع، وهو الإسم التقليدي لمرتفعات تاونوس الكائنة أمام المدينة من جهتها الشمالية الغربية، حيث اعتاد الناس على تسميتها بالمرتفع (Die Höhe)، ولذلك أضيف للإسم الأصلي للمدينة، منذ قبل أكثر من 400 عام، عبارة (فور در هُوهِه vor der Höhe)، لتصبح التسمية (هومبورغ فور دِر هُوهِه Homburg vor der Höhe)، بمعنى هومبورغ قبل المرتفع، وذلك لتمييزها عن المدن الأخرى في ألمانيا ودول أخرى والتي تحمل الإسم هومبورغ (طالع أيضًا هومبورغ). ثم قبل حوالي 100 عام أضيف لها في بداية الإسم كلمة Bad، وتعني بالألمانية حمَّام، وذلك نظرًا لانتشار شهرتها العالمية كمُنتجع للاستجمام لأغراض العلاج وخاصة بعد توسيع وتجهيز ينابيعها البخارية المعدنية الفريدة. ومنذ ذلك الحين أصبحت التسمية الكاملة والرسمية للمدينة (باد هومبورغ فور دِر هُوهِه Bad Homburg vor der Höhe)، بمعنى باد هومبورغ قبل المرتفع.
ومع مرور الوقت وتزايد شهرتها صارت المدينة أيضًا وجهة لعقد المؤتمرات المحلية والعالمية. وقد اكتسبت المدينة شهرتها أساسًا منذ أن اختار القيصر فريدريش فيلهيلم الثاني في عام 1888 قلعتها الشهيرة كمقر صيفي له، كما عاشت والدة الإمبراطور هناك أيضًا لعدة سنوات، وكان إدوارد السابع ملك المملكة المتحدة ضيفًا في كثير من الأحيان .
كما تُسمى مدينة باد هومبورغ بصورة مجازية بـ«أم مونتكارلو»، نظرًا لوجود كازينو للقمار فيها تأسس في العام 1841، أي قبل كازينو مونت كارلو بفترة طويلة. منذ عام 2021، أصبحت مدينة باد هومبورغ واحدة من أغنى المدن في ألمانيا (بينما تتنافس مقاطعة هوخ تاونوس كرايس مع مقاطعة شارنبيرغ في بافاريا بصورة منتظمة على لقب أغنى منطقة في ألمانيا). ووفقًا لخطة تنمية ولاية هسه فإن مدينة باد هومبورغ واحدة من سبع مدن تتمتع بوضع خاص في ولاية هيسن، حيث تم تحديدها كمركز متوسط الحجم، وفي عام 2020 حققت مؤشر قوة شرائية بلغ 156.4، وهو ما يفوق المتوسط العام للمؤشر على الصعيد الوطني.

## الأديان في المدينة

### الطوائف المسيحية
تشتهر المدينة بكثرة المعالم والمجتمعات الدينية المختلفة. فمن الديانة المسيحية يوجد الطائفة الكاثوليكية والطائفة الإنجيلية. وللطائفة الكاثوليكية يوجد عدد من الكنائس أهمها: كنيسة سانت مارين كيرشه والتي بناها المعماري الشهير لودفيغ بيكر عام 1892 و كنيسة الصليب المقدس (هايليغ كرويِتْس كيرشه) وسانت يوهانيس كيرشه، وسانت إليزابيث وسانت مارتين.
أما الكنائس الإنجيلية فهي: كنيسة كريستوس كيرشه، والكنيسة الانجليزية والتي كان يرتادها قاصدي العلاج الأمريكيين والإنجليز خلال الفترة 1868-1914 وهي اليوم مركز ثقافي. إلى ذلك يوجد أيضا كنيسة إرلوزر كيرشه (كنيسة المُخلِّص) والتي بناها القيصر فريدريش فيلهيلم الثاني، والكنيسة الانجيلية وكنيسة الذكرى وكنيسة فالدينزر كيرشه.
كما يوجد في المدينة الكنيسة الأرثوثوكسية الروسية

### الطائفة اليهودية
كان يوجد في المدينة طائفة يهودية منذ العام 1639 وكان لديه كنيس والذي دُمر في ليلة البلور بداية الحرب العالمية الثانية من قبل النازيين. ومنذ العام 2013 يوجد مجمع يهودي ولكن موقع الكنيس السابق أصبح ميدان لممارسة الرياضة.

### الجالية الإسلامية
يوجد في المدينة جالية إسلامية كبيرة ولديها ثلاثة مساجد هي: مسجد الحكمة، ومسجد الرحمن ومسجد علو
كما يوجد في المدينة طوائف دينية أخرى مثل الطائفة البهائية وطائفة شهود يهوه

## عمداء بلدية المدينة منذ 1892
| العمدة الأعلى        | حزب سياسي | فترة               | ملاحظة |
| -------------------- | --------- | ------------------ | --- |
| كارل تيتنبورن        | -         | 1892-1901          | منذ عام 1900 بلقب اللورد مايور |
| إرنست ريتر فون ماركس | -         | 1901-1905          | منذ عام 1902 بلقب اللورد مايور |
| كونراد ماس           | -         | 1905-1907          | منذ عام 1905 بلقب اللورد مايور |
| والتر لوبيك          | DVP       | 1907-1924          | منذ عام 1909 بلقب اللورد مايور |
| جورج إبرلين          | DVP       | 1924-1933          | عمدة |
| ريتشارد هاردت        | NSDAP     | 1933-1934          | القائم بأعمال رئيس البلدية |
| إريك موسيل           | NSDAP     | 1933-1945          | عمدة |
| جورج إبرلين          | FDP       | 1945-1948          | بلقب رئيس البلدية |
| كارل هورن            | CDU       | 1948-1962          | بلقب رئيس البلدية |
| ارمين كلاين          | CDU       | 1962-1980          | منذ عام 1979 باللقب الرسمي اللورد مايور |
| وولفجانج أسمان       | CDU       | 1980-1998          | العمدة الأعلى |

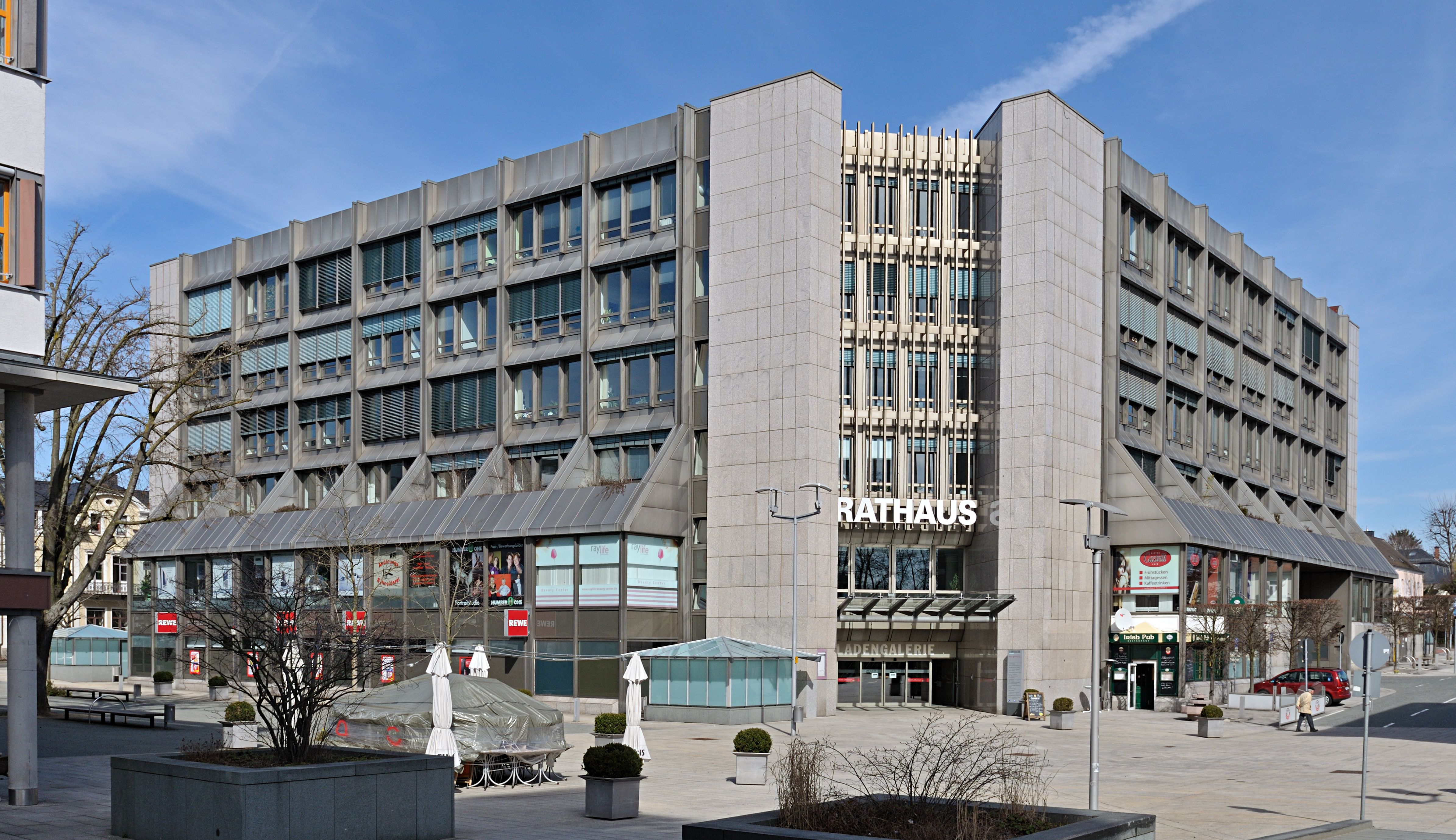
مبنى بلدية باد هومبورغ

| راينهارد ولترز       | CDU       | 1998-2003          | العمدة الأعلى تم إعلان بطلان انتخابه لاحقًا ، مما يعني أن ولترز لم يكن رسميًا اللورد مايور. ومع ذلك ، فإن جميع القرارات التي اتخذها ظلت سارية المفعول. |
| أورسولا جونجير       | CDU       | 2003-2009          | العمدة الأعلى |
| مايكل كورويسي        | الخضر     | 2009-2015          | العمدة الأعلى |
| الكسندر هيتجيس       | CDU       | منذ 18 سبتمبر 2015 | العمدة الأعلى |

## التوأمه
ترتبط مدينة باد هومبورغ بعلاقة توأمة مع المدن التالية:

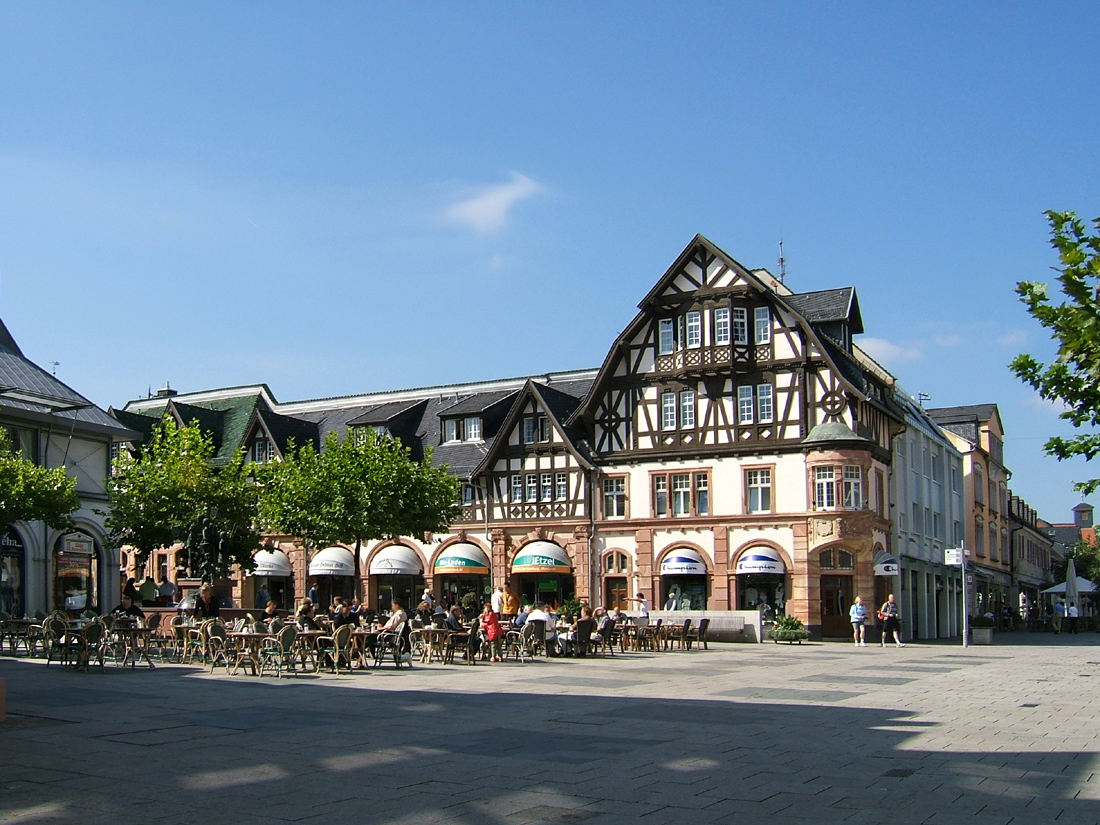
ميدان السوق

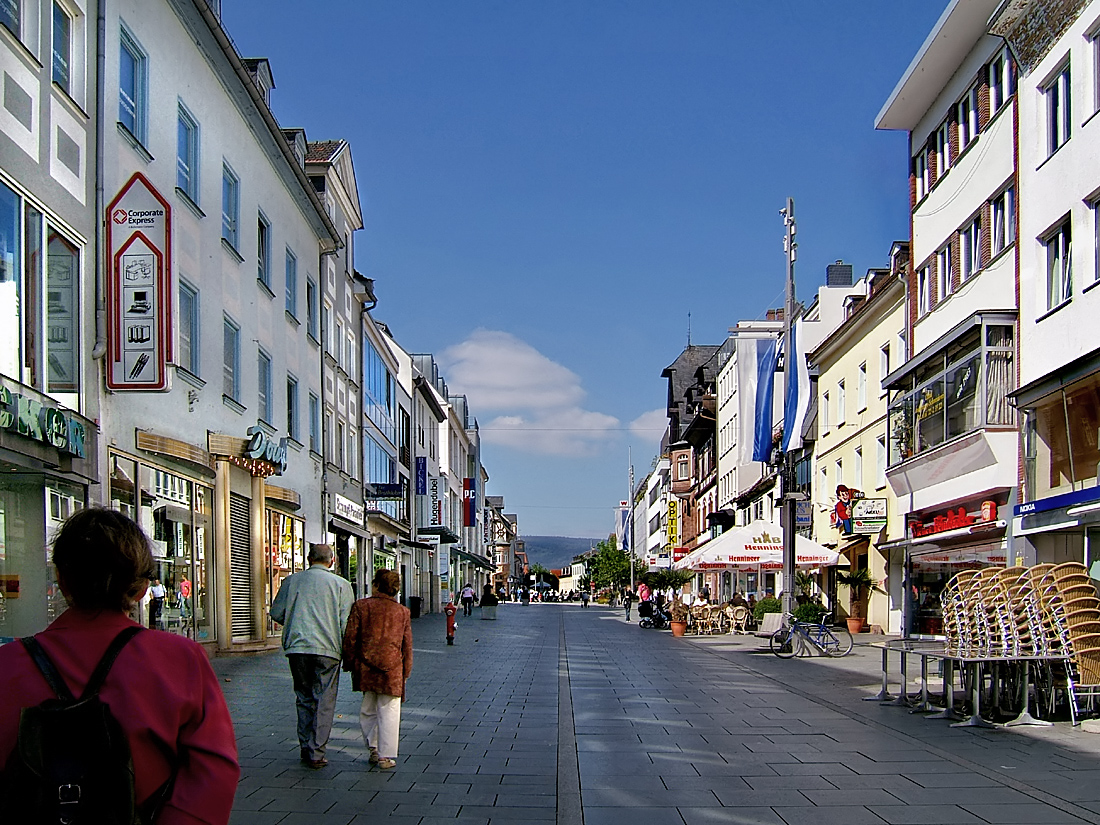
شارع لويزن شتراسه، الشارع التجاري الرئيسي في المدينة

- كابورج، فرنسا
- شور، سويسرا
- دوبروفنيك، كرواتيا
- إكستر، المملكة المتحدة
- مارينباد، جمهورية التشيك
- مايرهوفن، النمسا
- باد موندورف، لوكسمبورغ
- بيترهوف، روسيا
- تيراسينا، إيطاليا